# Fluenetil
Fluenetil ist eine chemische Verbindung aus der Gruppe der Biphenyle, welche 1965 von Montedison als Akarizid eingeführt wurde.
Das mittlerweile obsolete Akarizid wurde zur Bekämpfung von Eiern von Milben verwendet. Anwendungsgebiet war beispielsweise der Getreideanbau. Es ist in der Europäischen Union und in der Schweiz nicht als Pflanzenschutzwirkstoff zugelassen.
Fluenetil wird in Fluorcitronensäure metabolisiert, welche das Enzym Aconitase hemmt. Dies führt über eine Akkumulation von Citrat zum Tod des Organismus.